# エサイアス・テングネール
エサイアス・テングネール(スウェーデン語: Esaias Tegnér、1782年11月13日 - 1846年11月2日)はスウェーデンの作家・ギリシア語教授・ビショップ。主にロマン主義の民族叙事詩『フリショフ物語』の評価を通じ、19世紀の間スウェーデン近代詩の父と見なされていた。「スウェーデン初の近代人」と呼ばれてきた。彼については多くの事が知られており、またテングネール本人も自分自身に関して隠し立てすることなく書き残している。

## 経歴
テングネールの父親は牧師であり、祖父母は父方・母方共に農民であった。父親は元々は Esaias Lucasson という名であったが、生地であるスモーランドの Tegnaby 村から取り、姓をTegnérusとした。この姓は彼の五番目の息子として生まれた詩人エサイアスによって後にテングネールへと変更された。1792年に父親はこの世を去る。
1799年、それまで国内で教育を受けていたテングネールはルンド大学へと進学。同大学で、1802年には哲学の学士号を取得、ギリシア語講師として選ばれる1810年まで準講師を続けた。1806年には初恋の女性であるAnna Maria Gustava Myhrmanと結婚。1812年には教授に任命され、ビショップとなる1824年までルンド大学で教鞭を執った。22年後にこの世を去るまで、彼はベクシェーに留まった。
テングネールは比較的筆が遅く、最初の大きな成果は1808年の酒神讃歌的な軍歌であった。1811年には愛国詩『スヴェア』 によりスウェーデン・アカデミーの大賞を受賞、その名を高めた。
同年、ゴート同盟がストックホルムに設立。これは愛国的な若い知識人の集まる一種の同好会であり、テングネールは瞬く間に指導的立場に登り詰めた。同好会の機関誌『イードゥナ』は数多くの優れた詩を収録し、また同好会の調査――その中でも特にアイスランド文学と古ノルド語の歴史の研究に関するもの――を世に問うた。
テングネールとイェイエル、アフセリウス(Arvid August Afzelius)、ニカンデル(Carl August Nicander)はこの同好会の代表的な人物となった。

## 著作

### 日本語訳
エサイアス・テグネール 著、山口秀夫 訳『フリショフ物語』大学書林、1983年。ISBN 9784475023931。